# Carling (Moselle)
Carling (Duits: Karlingen ) is een gemeente in het Franse departement Moselle (regio Grand Est). De plaats maakt deel uit van het arrondissement Forbach-Boulay-Moselle. Carling telde op 1 januari 2022 3.332 inwoners.

## Geografie
De oppervlakte van Carling bedroeg op 1 januari 2022 2,67 vierkante kilometer; de bevolkingsdichtheid was toen 1.247,9 inwoners per km².

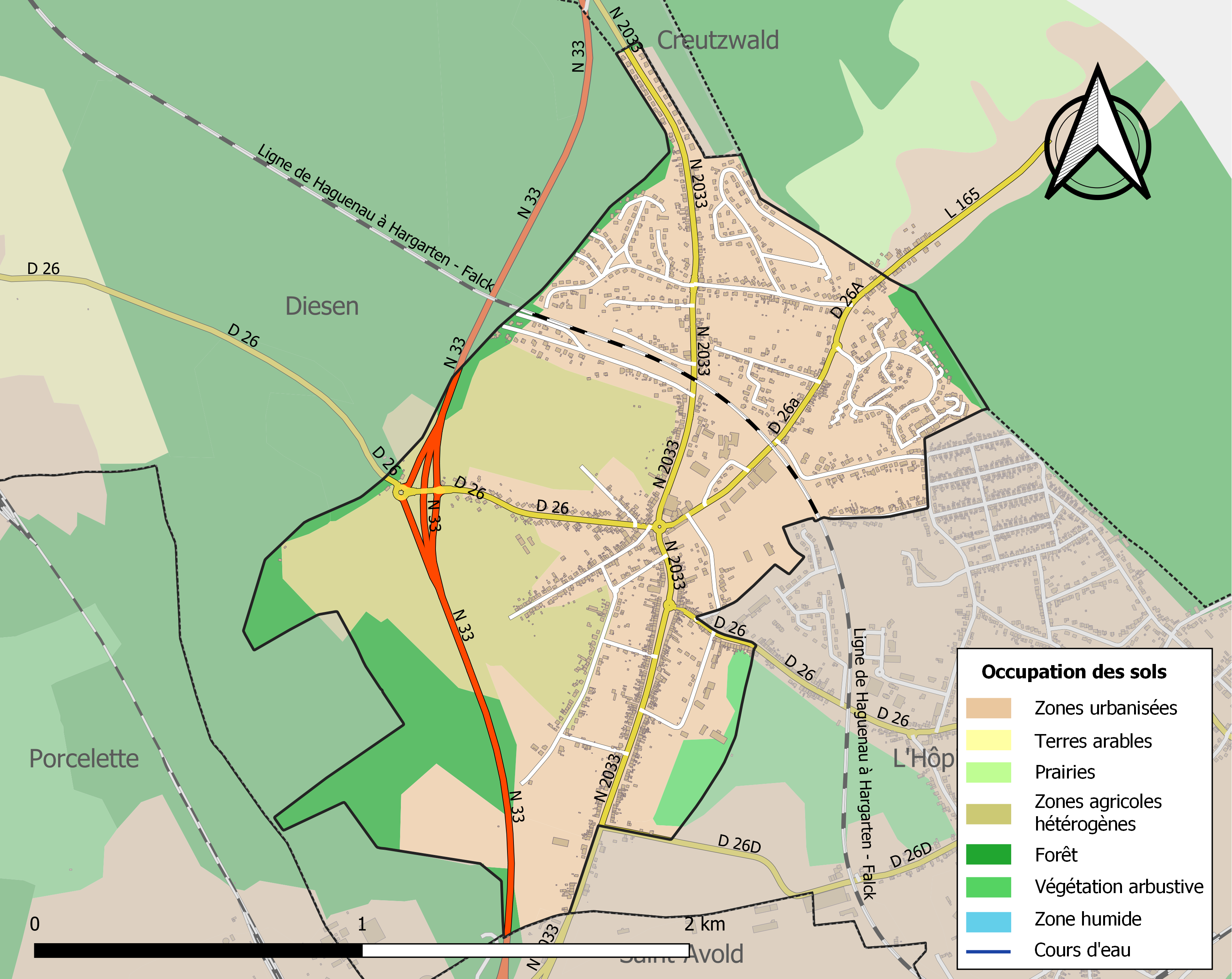
Kaart van de gemeente met de belangrijkste infrastructuur, bodemgebruik en omliggende gemeenten

## Demografie
Onderstaande figuur toont het verloop van het inwonertal (bron: INSEE-tellingen).